# Caroline Caspari
Caroline Caspari, auch Karoline (* 18. November 1808 in Berlin; † 20. April 1875 ebenda) war eine deutsche Konzertsängerin (Alt), Gesangspädagogin und Dichterin.

## Leben
Caroline Caspari war die Tochter eines Berliner Rechnungsrates, vermutlich des Johann Heinrich Caspari (1778–1847). Sie erhielt Gesangsunterricht von Julius Stern in Berlin. Ab 1832 war sie Mitglied der Berliner Singakademie und dortige Alt-Solistin, später auch von 1855 bis 1875 Vorsteherin der Singakademie. Besonders zwischen 1840 und 1850 wirkte sie als Konzertsängerin bei Oratorienaufführungen der Singakademie mit und trat bei Wohltätigkeitskonzerten auf. Am 25. Januar 1840 trat sie mit Liedern in einer Soiree von Clara Wieck auf, die im Saal der Singakademie gegeben wurde. 1840 hat sie außerdem im 17. Abonnementkonzert des Leipziger Gewandhauses gesungen. 1839 war sie Solistin auf dem Ersten Norddeutschen Musikfest in Lübeck, das vom 26. bis 28. Juni 1839 stattfand. In Berlin wirkte sie auch als Gesangslehrerin, sie unterrichtete u. a. Adelheid Günther und Jenny Meyer, die spätere Direktorin des Stern’schen Konservatoriums. Den Gesangsunterricht erteilte sie privat in ihrer Wohnung, in den 1860ern in der Neanderstraße (heute Heinrich-Heine-Straße), zuletzt wohnte sie in der Ritterstraße 95.
Caroline Caspari schrieb zahlreiche Gedichte, die ca. zwischen 1836 und 1850 von mehreren Komponisten vertont wurden, z. B. von Friedrich Reissiger; sein Liederheft op. 42 [1840] mit fünf von ihm vertonten Gedichten Caroline Casparis widmete er der Dichterin. Julius Stern widmete ihr seine Komposition Bilder des Orients. Gedichte von H. Stieglitz für eine tiefe Stimme mit Begleitung des Pianoforte op. 3 [1840].

## Gedichte und Vertonungen
- Abschied („Lebt wohl, ihr blauen Augen“) – Hermann Küster (op. 8, Nr. 5), Franz W. Abt (op. 66, Nr. 3)[8]
- Am Meer („Am Meer, wo ich gestanden“) – H. Küster (op. 8, Nr. 1), Armin Früh (op. 1, Nr. 3)[9]
- An Sie („Dein stummer Blick, wie hat er mich entzücket“) – H. Küster (op. 8, Nr. 6)
- Blumenleben („Wo Granat' und Myrthe blühen“) – Friedrich Reissiger (op. 42, Nr. 5; Caroline Caspari gewidmet) [1840]
- Deine Augen („Wie hab' ich deiner Augen Licht“) – F. Reissiger (op. 42, Nr. 2) [1840], Heinrich Marschner (op. 137, Nr. 5)
- Stumme Sprache („Diese Rose und dies Bändchen“) – H. Küster (op. 8, Nr. 4), A. Früh (op. 1, Nr. 5)
- Verlangen („Es ziehen die Wolken hinaus“) – F. Reissiger (op. 42, Nr. 1) [1840]
- Frühlingsnahen („Herein, herein ihr Lüfte all'!“) – F. Reissiger (op. 42, Nr. 3) [1840], Ferdinand Möhring (op. 4, Nr. 5)[10]
- Thränen („Hold Liebchen, was glänzen die Augen“) – H. Küster (op. 8, Nr. 3), A. Früh (op. 1, Nr. 2)
- Horch, was rauschet im waldigen Grün („Horch, horch, was rauschet im waldigen Grün?“) – Friedrich Kücken (op. 18, Nr. 2)
- Laßt kreisen die Becher – C. Attenhofer (op. 14, Nr. 20), G. Bergmann (op. 2, Nr. 1), A. Früh (2 Gedichte von Caroline Caspari und von Eichendorff) (Digitalisat)
- Morgenklänge („Liebchen, mach' die Äuglein auf“) – Richard Wüerst (op. 9, Nr. 4; Lili Vogel [d. i. Elise Polko] gewidmet) [Leipzig, 1845]
- Liebesklänge („Lieblicher Quell“) – F. Reissiger (op. 42, Nr. 4) [1840]
- Weine nicht („O weine nicht, wenn scheidend dich begrüßet“) – F. W. Abt (op. 66, Nr. 5), H. Küster (op. 8, Nr. 2)
- Meine Farbe – A. Früh (op. 1, Nr. 1)
- Morgenständchen – A. Früh
- Stiller Trost – A. Früh (op. 1, Nr. 4)